# جيري ريس (لاعب كرة قدم أمريكية)
جيري ريس (بالإنجليزية: Jerry Reese)‏ هو لاعب كرة قدم أمريكية أمريكي، ولد في 22 يوليو 1963 في تيبتونفيل في الولايات المتحدة.